# Katharina Wick

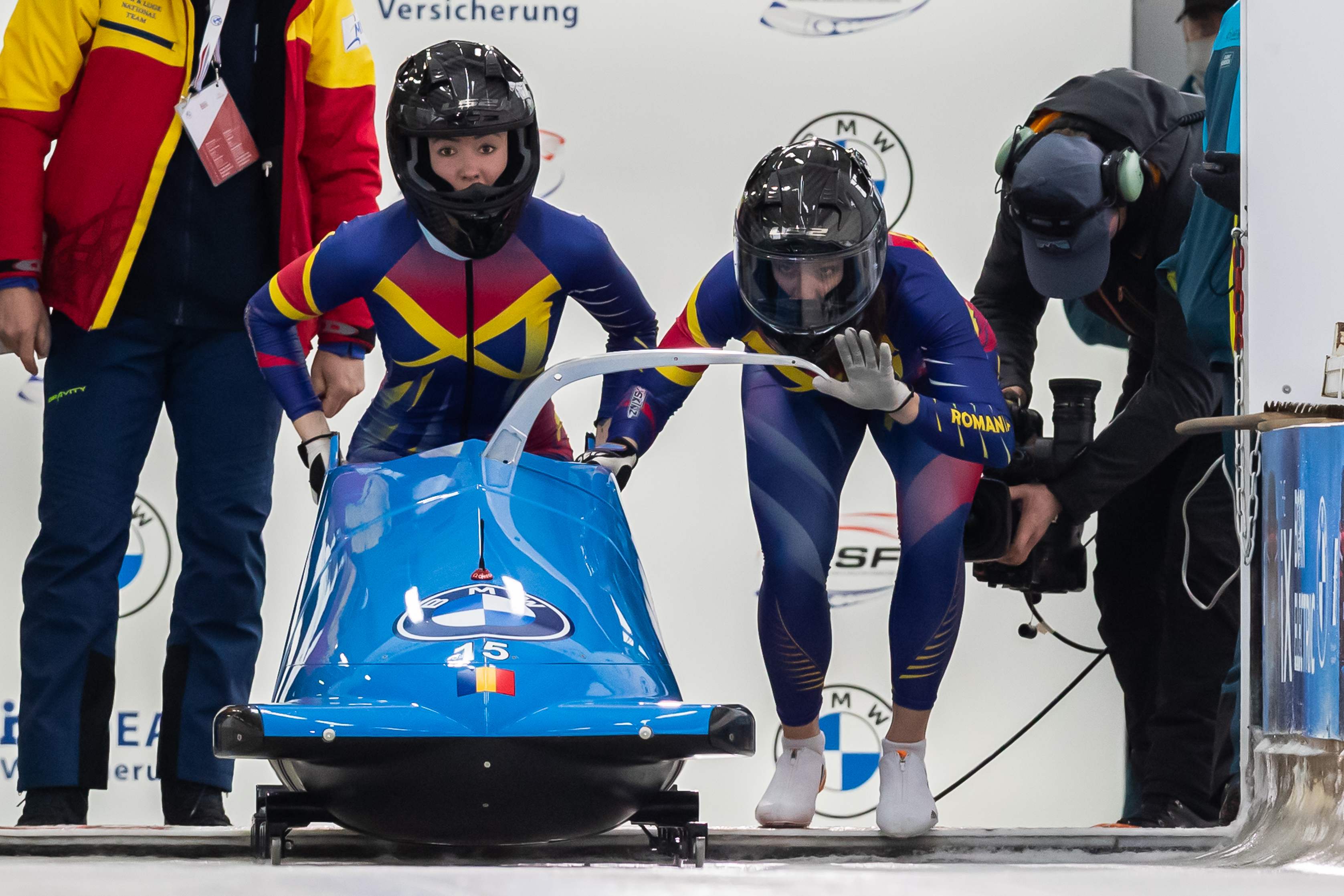
Katharina Wick (links) mit Andreea Grecu beim Start

Katharina Wick (* 15. November 1996 in Unna) ist eine deutsch-rumänische Bobsportlerin und Leichtathletin.
Wick wuchs ab dem dritten Lebensjahr in Sundern-Allendorf auf. Sie war zuerst Leichtathletin im Hürdenlauf aktiv. 2015 wechselte sie zum Skeleton und dann zum Bobsport. Nach dem Abitur ging sie zur Bundeswehr und war als Sportsoldatin in Oberhof stationiert. Seit 2018 trainiert sie mit dem rumänischen Team. Seit 2021 hat sie auch die rumänische Staatsangehörigkeit.
Bei den Junioren-Europameisterschaften 2020 (unter 23 Jahren) in Innsbruck belegte sie den vierten Platz als Anschieberin mit Pilotin Teodora Vlad im Zweierbob. 2021 wurde sie Anschieberin der Bobpilotin Andreea Grecu. 2021 belegte sie den 5. Platz bei der Europameisterschaft in Winterberg und den achten Platz bei der Weltmeisterschaft in Altenberg. Bei der Bob-Europameisterschaft 2022 in St. Moritz belegten sie den achten Platz. Sie nahm an den Olympischen Winterspielen 2022 teil. Sie erreichte mit Andreea Grecu den 18. Platz.
Wick ist Mitglied bei CSA Steaua Bukarest und lebt seit 2019 in Constanța. Sie wird von Paul Neagu trainiert, einem ehemaligen Bobfahrer und dreifachen Olympiateilnehmer.